# Arabodae
Arabodae, novi nadtribus krstašica, dio potporodice Brassicoideae, red Brassicales

## Tip
- Arabis L.

## Opis
Trihomi prisutni, uglavnom razgranati (isključivo ili u kombinaciji s jednostavnim); višestanične žlijezde odsutne. Listovi uglavnom nerazdijeljeni ili malo razdijeljeni, ušice pri dnu ili ne. Najčešći x = 8.

## Distribucija
Uglavnom sjeverna hemisfera (pretežno Holarktik Euroazije, također Sjeverne Amerike i Afrike), Južna Amerika (Ande).

## Plemena
Trenutnos se sastoji od četiri tribusa sa preko 40 rodovač jedan tribus je nov.
Subfamilia Brassicoideae Prantl (4095 spp.)
1. Supertribus Arabodae D.A.German et al., supertrib. nov.
  1. Tribus Arabideae DC.
    1. Baimashania Al-Shehbaz (2 spp.)
    2. Sinoarabis R. Karl, D. A. German, M. Koch & Al-Shehbaz (1 sp.)
    3. Pseudodraba Al-Shehbaz, D. A. German & M. Koch (1 sp.)
    4. Parryodes Jafri (1 sp.)
    5. Botschantzevia Nabiev (1 sp.)
    6. Arcyosperma O. E. Schulz (1 sp.)
    7. Borodiniopsis D. A. German, M. Koch, R. Karl & Al-Shehbaz (1 sp.)
    8. Scapiarabis M. Koch, R. Karl, D. A. German & Al-Shehbaz (4 spp.)
    9. Aubrieta Adans. (20 spp.)
    10. Arabis L. (97 spp.)
    11. Hurkaea Al-Shehbaz, M. Koch, R. Karl & D. A. German (2 spp.)
    12. Pachyneurum Bunge (1 sp.)
    13. Dendroarabis (C. A. Mey. & Bunge) D. A. German & Al-Shehbaz (1 sp.)
    14. Schivereckia Andrz. ex DC. (2 spp.)
    15. Drabella (DC.) Fourr. (1 sp.)
    16. Draba L. (409 spp.)
    17. Petrocallis W. T. Aiton (1 sp.)
    18. Athysanus Greene (2 spp.)
    19. Tomostima Raf. (6 spp.)
    20. Abdra Greene (2 spp.)

  2. Tribus Alysseae DC.
    1. Alyssum L. (120 spp.)
    2. Odontarrhena C. A. Mey. (90 spp.)
    3. Cuprella Salmerón-Sánchez, Mota & Fuertes (2 spp.)
    4. Clypeola L. (8 spp.)
    5. Berteroa DC. (6 spp.)
    6. Aurinia (L.) Desv. (6 spp.)
    7. Lepidotrichum Velen. & Bornm. (1 sp.)
    8. Galitzkya V. V. Botschantz. (3 spp.)
    9. Phyllolepidum Trinajstic (2 spp.)
    10. Bornmuellera Hausskn. (9 spp.)
    11. Acuston Raf. (2 spp.)
    12. Fibigia Medik. (15 spp.)
    13. Resetnikia Spaniel, Al-Shehbaz, D. A. German & Marhold (1 sp.)
    14. Degenia Hayek (1 sp.)
    15. Straussiella Hausskn. (1 sp.)
    16. Clastopus Bunge ex Boiss. (2 spp.)
    17. Physoptychis Boiss. (3 spp.)
    18. Alyssoides Hill (3 spp.)
    19. Hormathophylla Cullen & T. R. Dudley (11 spp.)

  3. Tribus Asperuginoideae trib. nov.
    1. Asperuginoides Rauschert (1 sp.)

  4. Tribus Stevenieae Al-Shehbaz et al.
    1. Pseudoturritis Al-Shehbaz (1 sp.)
    2. Macropodium W. T. Aiton (2 spp.)
    3. Stevenia Adams & Fisch. (7 spp.)